# Vincent Facquet
Vincent Facquet (* 20. Dezember 1968) ist ein französischer Trickshot- und Poolbillardspieler. 
Facquet wurde 1996 Zweiter beim World Pool Masters. Zusammen mit Stephan Cohen vertrat er Frankreich beim World Cup of Pool 2007, 2008 und 2009. Sein bislang bestes Ergebnis auf der Euro-Tour waren vier Viertelfinalteilnahmen. Sein bestes Ergebnis bei einer Poolbillard-Weltmeisterschaft erreichte er bei der 14 und 1 endlos-WM 2008, wo er den geteilten 17. Platz erzielte.
1996 vertrat er außerdem Europa beim Mosconi Cup, bei dem Europa allerdings 13:15 gegen das Team USA verlor.
Facquet ist auch ein hervorragender Trickshot bzw. Artistic Pool Spieler. 2006 holte er den Titel bei der vorerst letzten Trickshot-Weltmeisterschaft und gewann zudem das World Trickshot Masters 2005, das im Rahmen des World Pool Masters 2005 ausgetragen wurde.